# Tørninglen Provsti
Tørninglen Provsti var et provsti i Ribe Stift. Provstiet lå i Gram, Nørre-Rangstrup, Rødding, Skærbæk og Vojens Kommuner.
Borgen Tørning i Hammelev Sogn, der første gang er omtalt i 1331, var i Middelalderen administrativt centrum for den nordvestlige del af Slesvig. I 1578 blev en konflikt mellem de danske konger og hertug Hans den Ældre af Slesvig-Holsten-Haderslev afgjort til fordel for sidstnævnte. Efter sammenlægningen med Haderslev Amt eksisterede Tørning Len kun som et provsti, der fungerede helt til 2007.
Tørninglen Provsti bestod af følgende sogne:
- Agerskov Sogn
- Arrild Sogn
- Bevtoft Sogn
- Branderup Sogn
- Brøns Sogn
- Døstrup Sogn
- Fole Sogn
- Gram Sogn
- Hjerting Sogn
- Højrup Sogn
- Lintrup Sogn
- Mjolden Sogn
- Nustrup Sogn
- Rejsby Sogn
- Rødding Sogn
- Rømø Sogn
- Skrave Sogn
- Skrydstrup Sogn
- Skærbæk Sogn
- Sønder Hygum Sogn
- Tirslund Sogn
- Toftlund Sogn
- Vodder Sogn
- Øster Lindet Sogn

15 af provstiets 24 kirker har det såkaldte Tørninglen-spir, som er rejst over 4 trekantgavle. Dette spir findes dog også uden for  Tørning Len og i udlandet.